# Carinotetraodon imitator
Carinotetraodon imitator är en fiskart som beskrevs av Ralf Britz och Maurice Kottelat 1999. Carinotetraodon imitator ingår i släktet Carinotetraodon och familjen blåsfiskar. IUCN kategoriserar arten globalt som otillräckligt studerad. Inga underarter finns listade.